# Saint-Saturnin-lès-Apt
Saint-Saturnin-lès-Apt es una comuna francesa situada en el departamento de Vaucluse, en la región de Provenza-Alpes-Costa Azul.

## Demografía
| 1212 | 1430 | 1741 | 2144 | 2341 | 2341 | 2947 |
| Para los censos de 1962 a 1999 la población legal corresponde a la población sin duplicidades (Fuente: INSEE [Consultar]) |      |      |      |      |      |      |